# Émagny
Émagny ist eine französische Gemeinde mit 620 Einwohnern (Stand: 1. Januar 2022) im Département Doubs in der Region Bourgogne-Franche-Comté.

## Geographie
Émagny liegt auf einer Höhe von 210 m über dem Meeresspiegel, etwa 15 Kilometer nordwestlich der Stadt Besançon (Luftlinie). Das Dorf erstreckt sich in der breiten Talebene des Ognon, südlich des Flusses gegenüber von Pin.
Die Fläche des 5,15 km² großen Gemeindegebiets umfasst einen Abschnitt des unteren Ognontals. Die nördliche Grenze verläuft entlang dem Ognon, der hier mit mehreren Windungen durch eine bis zu zwei Kilometer breite Talebene nach Westen fließt. Vom Flusslauf erstreckt sich das Gemeindeareal südwärts über die Alluvialebene bis auf die angrenzende Anhöhe, die überwiegend mit Acker- und Wiesland bestanden ist, jedoch auch einige kleinere Waldflächen zeigt. Mit 248 m wird hier die höchste Erhebung von Émagny erreicht. Weiter im Süden folgt die weite Talniederung der Lanterne, die am westlichsten Punkt des Gemeindebannes in den Ognon mündet. Im äußersten Süden hat Émagny Anteil an der ausgedehnten Waldung des Bois des Fouchères (bis 240 m).
Nachbargemeinden von Émagny sind Pin im Norden, Moncley im Osten, Chaucenne und Noironte im Süden sowie Chevigney-sur-l’Ognon und Beaumotte-lès-Pin im Westen.

## Geschichte
Im Tal der Lanterne südlich von Émagny wurde im 12. Jahrhundert das Zisterzienserkloster Bellefontaine gegründet, das unter der kirchlichen Hoheit von Besançon stand. Das Dorf Émagny gehörte zunächst zur Herrschaft Scey, danach den Familien Châtelet und Chaillot. Zusammen mit der Franche-Comté gelangte das Dorf mit dem Frieden von Nimwegen 1678 definitiv an Frankreich. Ende des 19. Jahrhunderts wurde der Ort mit der Eröffnung der Bahnlinie von Besançon nach Marnay an das französische Eisenbahnnetz angeschlossen (heute stillgelegt). Émagny besitzt keine eigene Kirche, es gehört zur Pfarrei Pin. Heute ist Émagny Sitz des 13 Gemeinden umfassenden Gemeindeverbandes Communauté de communes des Rives de l’Ognon.

## Sehenswürdigkeiten
Der alte Ortskern ist geprägt durch verschiedene Bauernhäuser aus dem 17. bis 19. Jahrhundert im charakteristischen Stil der Franche-Comté. Aus dem 18. Jahrhundert stammt das Lavoir (Waschhaus und Viehtränke). Über den Ognon führt eine Steinbrücke. Die Gebäude des ehemaligen Klosters Bellefontaine wurden in ein Hofgut umgewandelt.

## Bevölkerung
| Jahr                       | 1962 | 1968 | 1975 | 1982 | 1990 | 1999 | 2016 |
| Einwohner                  | 333  | 419  | 411  | 456  | 511  | 563  | 591  |
| Quellen: Cassini und INSEE |      |      |      |      |      |      |      |

Mit 620 Einwohnern (Stand 1. Januar 2022) gehört Émagny zu den kleinen Gemeinden des Départements Doubs. Nachdem die Einwohnerzahl in der ersten Hälfte des 20. Jahrhunderts stets im Bereich zwischen 220 und 290 Personen gelegen hatte, wurde seit Beginn der 1950er Jahre ein kontinuierliches Bevölkerungswachstum verzeichnet. Seither hat sich die Einwohnerzahl verdoppelt.

## Wirtschaft und Infrastruktur
Émagny war bis weit ins 20. Jahrhundert hinein ein vorwiegend durch die Landwirtschaft (Ackerbau, Obstbau und Viehzucht) und die Forstwirtschaft geprägtes Dorf. Daneben gibt es heute einige Betriebe des lokalen Kleingewerbes, vor allem in der Nahrungsmittel- und Holzverarbeitung sowie mechanische Werkstätten. Mittlerweile hat sich das Dorf auch zu einer Wohngemeinde gewandelt. Viele Erwerbstätige sind Wegpendler, die in der Agglomeration Besançon ihrer Arbeit nachgehen.
Die Ortschaft liegt abseits der größeren Durchgangsachsen an einer Departementsstraße, die von Besançon nach Gy führt. Der nächste Anschluss an die Autobahn A36 befindet sich in einer Entfernung von ungefähr 14 Kilometern. Weitere Straßenverbindungen bestehen mit Moncley und Chevigney-sur-l’Ognon.